# Chiesa del Santo Spirito (Teramo)
La chiesa del Santo Spirito è un edificio di culto a Teramo, situato in Largo Proconcole, lungo il Corso Porta Romana.

## Storia
La chiesa si trova nel rione Santo Spirito o di Porta Romana, risalente al 1227, con annesso ospedale dei pellegrini, anche se si suppone che la chiesa possa avere origini più remote. Importante è il resoconto storico di Niccola Palma, il quale, citando il cardinale Anton Ludovico Antinori, delinea le notizie storiche dell'ospedale dei pellegrini, ancora oggi esistente, dipendente da quello romano di Santo Spirito in Sassia. La chiesa aveva una confraternita dei Battuti, fondata nel 1318, nel 1357 la sua direzione fu assunta da un tal Fra Giacomo, mentre frate Pietro di Cicco assunse il titolo di priore: la chiesa fu sede del Priorato fino al 1526, quando l'ultimo fu Giampietro di Platano da Urbino. Nel 1615 il priorato di Santo Spirito, dipendente sempre da quello di Roma, fu soppresso definitivamente, e l'ultimo membro fu frate Giovanni Trambocchi. Per quanto riguarda quest'ospedale, esso fu adibito a usi civili con le leggi napoleoniche dell'Ottocento, mentre la chiesa nel corso del XVII-XVIII secolo subiva un totale rifacimento barocco, come la maggior parte delle chiese del teramano, tanto che oggi non resta quasi nulla dell'antico edificio medievale. I lavori di restauro si ebbero nel 1969, anche se la chiesa necessita attualmente di altri lavori per alcuni danni riportati con i terremoti del 2009 e del 2016.

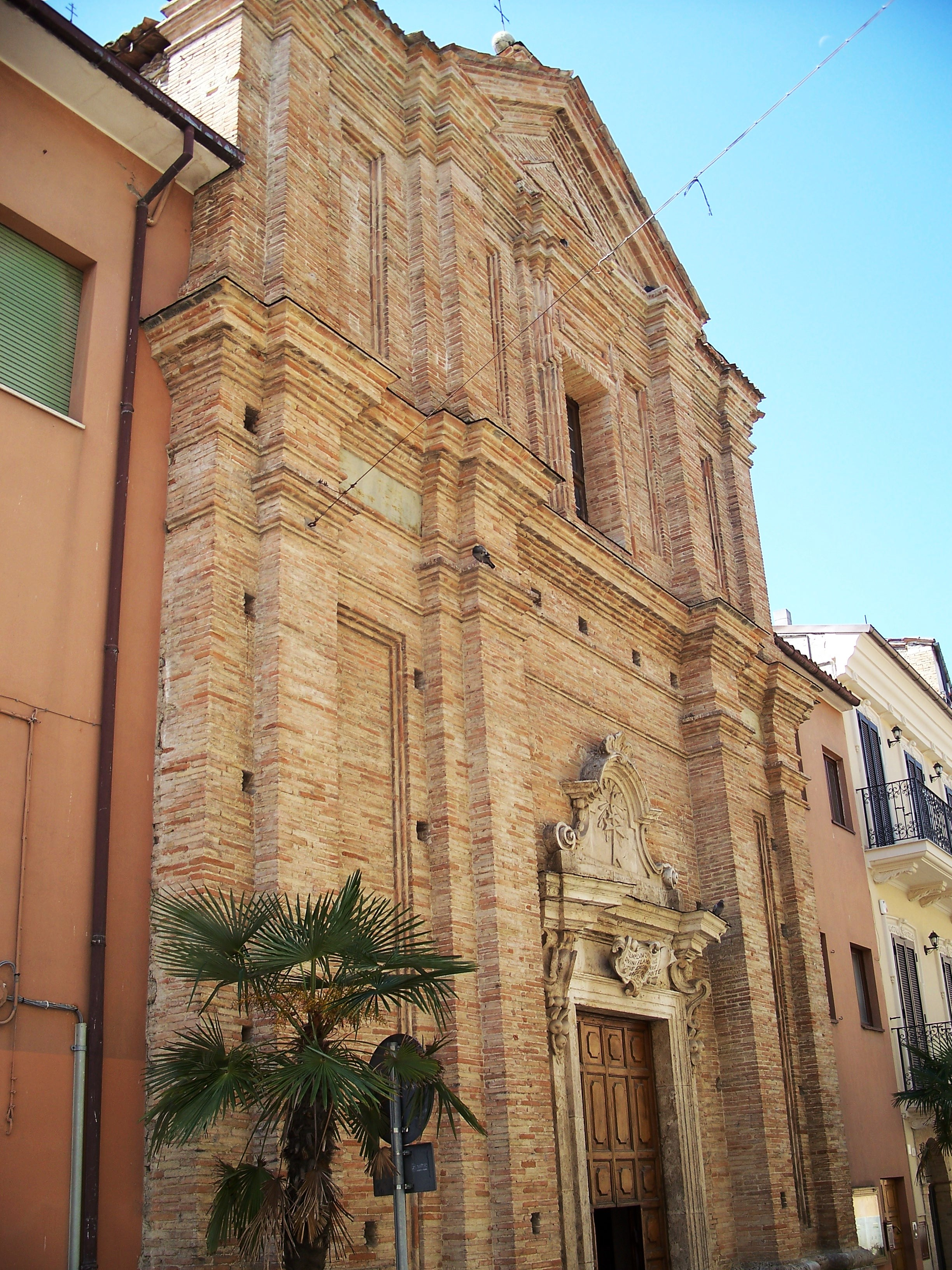
Facciata

## Architettura
I lavori di trasformazione furono condotti all'inizio da Giuseppe Giosafatti di Ascoli Piceno, e poi dal di lui figlio Lazzaro. La chiesa infatti ha l'esterno completamente in laterizio, e sulla facciata coronata a timpano si aprono un bel portale in travertino a cornice barocco, e un finestrone centrale in asse. Il portale ha una tripla architrave a timpano, i due stipiti laterali si raccordano all'architrave mediante volute e motivi vegetali, mentre la cornice che lo sovrasta al centro contiene una doppia Croce costantiniana di Gerusalemme, simbolo della confraternita che risiedeva nella chiesa, e del privilegio papale che ottenne, dato che la suddetta confraternita dipendeva da quella del Santo Spirito a Roma. Infine, ad emblema dello Spirito, c'è una colomba ad ali spiegate.
La facciata è divisa verticalmente da quattro paraste a cornice semplice marcapiano, e gli spazi sono  semplicemente movimentati da nicchie rettangolari cieche allungate. L'impianto è rettangolare, con una cupola quadrangolare abbastanza semplice, che si innalza sui quattro pilastri del presbiterio.
Campanileè uno degli elementi, quanto all'insieme di torri rettangolari rinascimentali, più interessanti della provincia di Teramo. Il campanile sarebbe a vela, ma l'impianto è a rettangolo, frutto di vari rimaneggiamenti partiti dall'epoca rinascimentale, come suggerisce la cuspide. Esso è suddiviso da cornice in tre piani, scanditi nelle facciata da poderosi archi a tutto sesto, che sono ciechi e murati nei primi due settori, mentre quello della cella campanaria mostra delle piccole bucature all'interno dello stesso arco per le campane: l'arco della cella è più grande e allungato, e il tutto sesto insiste anche sulle due facciate minori. Il settore termina con quattro torrette angolari, e al centro si innalza la vela a tre fornici con cornice marcapiano, a sua volta sovrastata da una vela più piccola, con solo fornice, e sommità triangolare.
Internola cupoletta ellittica è visibile già dall'esterno, e sorge all'altezza del presbiterio. L'interno della chiesa è rettangolare, leggermente incurvato in modo da formare un'ellisse, ed è a navata unica con cappelle laterali a nicchia, una trabeazione corre lungo tutto il perimetro, ed è dipinta ad oro. La copertura è a volta a botte lunettata nella porzione dell'ingresso che precede la parte della cupola, e al centro del soffitto si trova un medaglione dipinto a cornice dorata con l'immagine dello Spirito Santo; la cupola ellittica impostata su pennacchi ha il gruppo decorativo delle Quattro Virtù Cardinali, le finestre laterali che illuminano la chiesa sono incassate su archi a bussola, fastosamente decorati da un impaginato di stucchi e pennacchi, spesso e volentieri rifiniti ad oro dipinto. L'organo si trova sopra una cantoria della controfacciata, sorretta da due colonne cilindriche all'altezza degli stipiti del portale. I due altari laterali che precedono l'area della cupola sono a semplice nicchia, incassati in una tipica e ricca decorazione barocca, ossia incassai in una sorta di tabernacolo con doppia coppia di colonne laterali e timpano spezzato, con tela centrale, mentre nella parte della cupola sono a cappella. L'altare maggiore propone lo stesso modello del tabernacolo in marmo con doppio ordine di colonne e timpano curvilineo spezzato con al centro un oculo, mentre il nicchione accoglie la pala. Ai lati ci sono due statue settecentesche della Madonna Annunziata e di San Giuseppe, e un Crocifisso ligneo del XIV secolo.
Organoè opera dell'ascolano Vincenzo Paci, realizzato nel 1864, posto sopra la cantoria lignea sorretta da mensole a bussola con parapetto mistilineo e specchiature dipinte. La cassa contiene lo strumento, in legno, addossata alla parete con prospetto ligneo ad unica campata e profilo piatto. La facciata è costituita da 19 canne di stagno appartenenti al Principale. Davanti ci sono le canne dei Tromboncini, in stagno di foggia veneta, la tastiera è di 50 tasti, quelli diatonici in bosso con frontalini piatti, mentre i cromatici sono tinti di nero e ricoperti da listello in ebano. La pedaliera è inclinata a leggio, e costantemente unita alla tastiera, con 20 pedali.